# Hieronymus Ämiliani

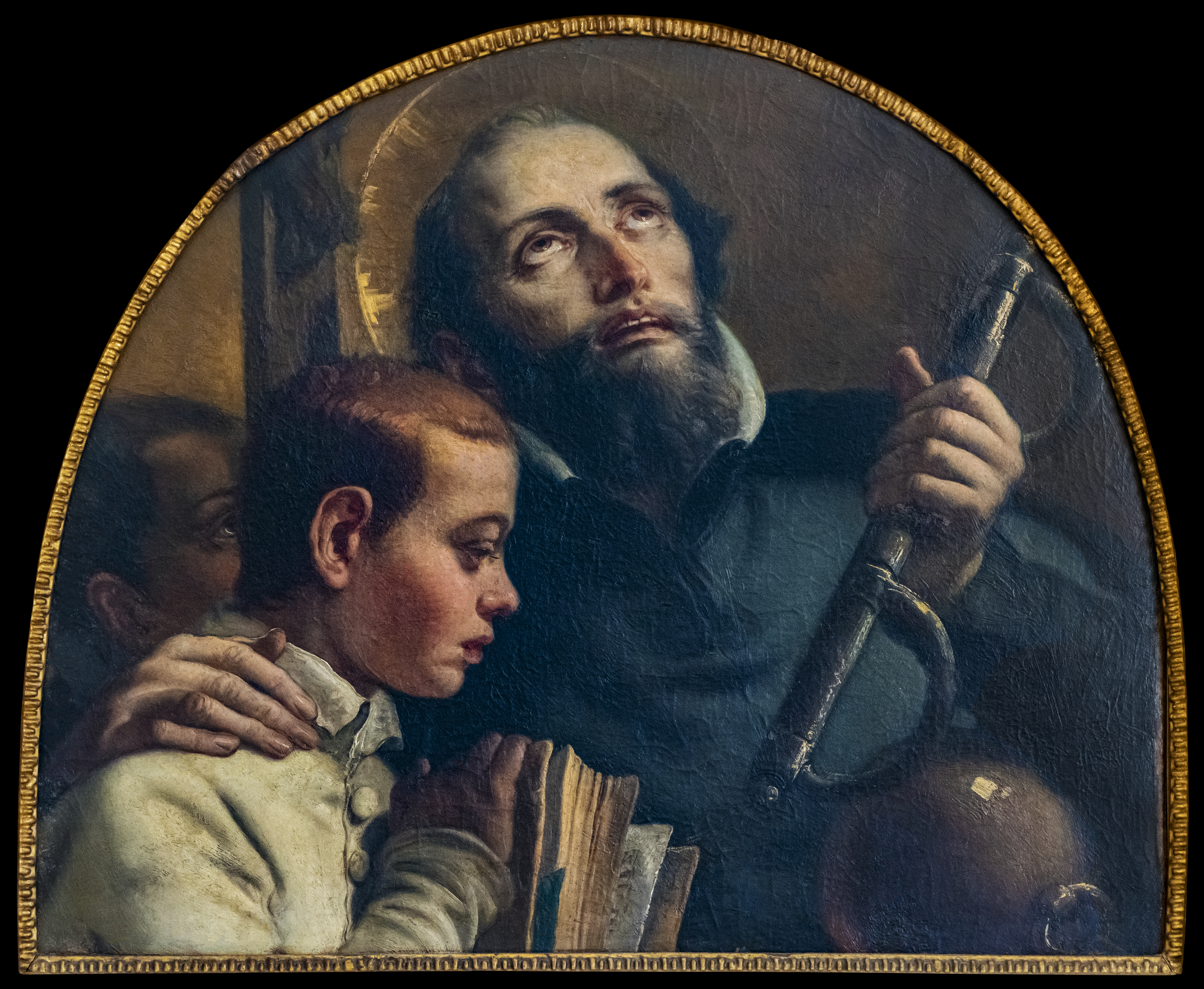
Hieronymus Ämiliani die Giandomenico Tiepolo

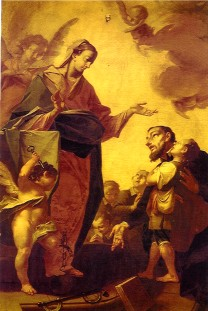
Hieronymus und seinen Schülern erscheint die Mutter Jesu (Bild von Carlo Carlone)

Hieronymus Ämiliani; italienisch Girolamo Emiliani oder Miani (* 1486 in Venedig; † 8. Februar 1537 in Somasca bei Bergamo, Italien) war der Ordensgründer der Somasker und ist der Schutzpatron der Waisen.

## Leben
Girolamo (lat.: Hieronymus) wurde in die wohlhabende venezianische Patrizierfamilie der Miani (lat.: Aemiliani) geboren. Nachdem ihm eine aufwändige Erziehung und Ausbildung zuteilgeworden war, schlug er im Alter von 15 Jahren die militärische Laufbahn ein. 1506 wurde er in den Großen Rat (Maggior Consiglio) seiner Heimatstadt aufgenommen. Auch als Offizier machte er schnell Karriere; im Großen Venezianerkrieg (1508–1511) zwischen der Republik Venedig und der Liga von Cambrai brachte er es bis zum General. Als Kommandant der Festung Castelnuovo di Quero musste er sich 1511 der französischen Übermacht beugen und geriet in Kriegsgefangenschaft. Deshalb ist er auf bildlichen Darstellungen oft mit einer Kette zu sehen. Der Legende nach erschien ihm im Kerker die Jungfrau Maria, die ihm einen Schlüssel zum Öffnen der Fesseln reichte. Aus der Gefangenschaft entkommen, widmete er fortan sein Leben dem Ziel, Priester zu werden. Mit fast 30 Jahren begann er, Latein zu lernen, um geweiht werden zu können. Außerdem gründete er mehrere Waisenheime, in denen Kinder, die im Krieg die Eltern verloren hatten, Unterschlupf fanden. In den folgenden Jahren weitete er auf Bitten der dortigen Bischöfe seine Tätigkeit auf Mailand, Pavia und Verona aus. Zeit seines Lebens blieb Hieronymus Ämiliani Laie. Papst Johannes Paul II. bezeichnete ihn als „Laien, der Laien anspornt“.
Als 1528 in Venedig eine Hungersnot herrschte, die durch eine Pestepidemie  verschärft wurde, scharte Hieronymus junge Männer um sich, um den Hungernden, Kranken und Sterbenden beizustehen. 1531 verließ Hieronymus endgültig sein Vaterhaus. Er und zwei seiner Gefährten, die Priester Alessandro Besozzi (latinisiert: Besuzius) und Agostino Barili, entschlossen sich zu einer Vita communis. 1532 entstand eine Gemeinschaft in Bergamo unter Leitung von Agostino Barili, 1534 entstand eine Gemeinschaft in Somasca unter Leitung von Hieronymus. Ihr Haus wurde zum Mutterhaus des Ordens der Somasker.
Am 8. Februar 1537 starb Hieronymus Ämiliani an der Pest. Drei Jahre nach seinem Tod erhielt die Gemeinschaft die päpstliche Bestätigung.

## Heiligsprechung und Verehrung
Die Somasker wurden 1568 von Papst Pius V. den nach der Augustinerregel lebenden Orden zugeordnet. Hieronymus wurde 1747 von Papst Benedikt XIV. seliggesprochen, 1767 von Clemens XIII. heiliggesprochen und 1928 von Pius XI. zum Schutzpatron der Waisen und der vernachlässigten Jugendlichen (Patrono universale degli orfani e della gioventù abbandonata) erklärt. Sein katholischer Gedenktag ist der 8. Februar. Ihm wurde das Heiligtum San Girolamo Emiliani an seinem Sterbeort Samasca geweiht, in dem auch seine Reliquien aufbewahrt werden.